# Anna Leopardi

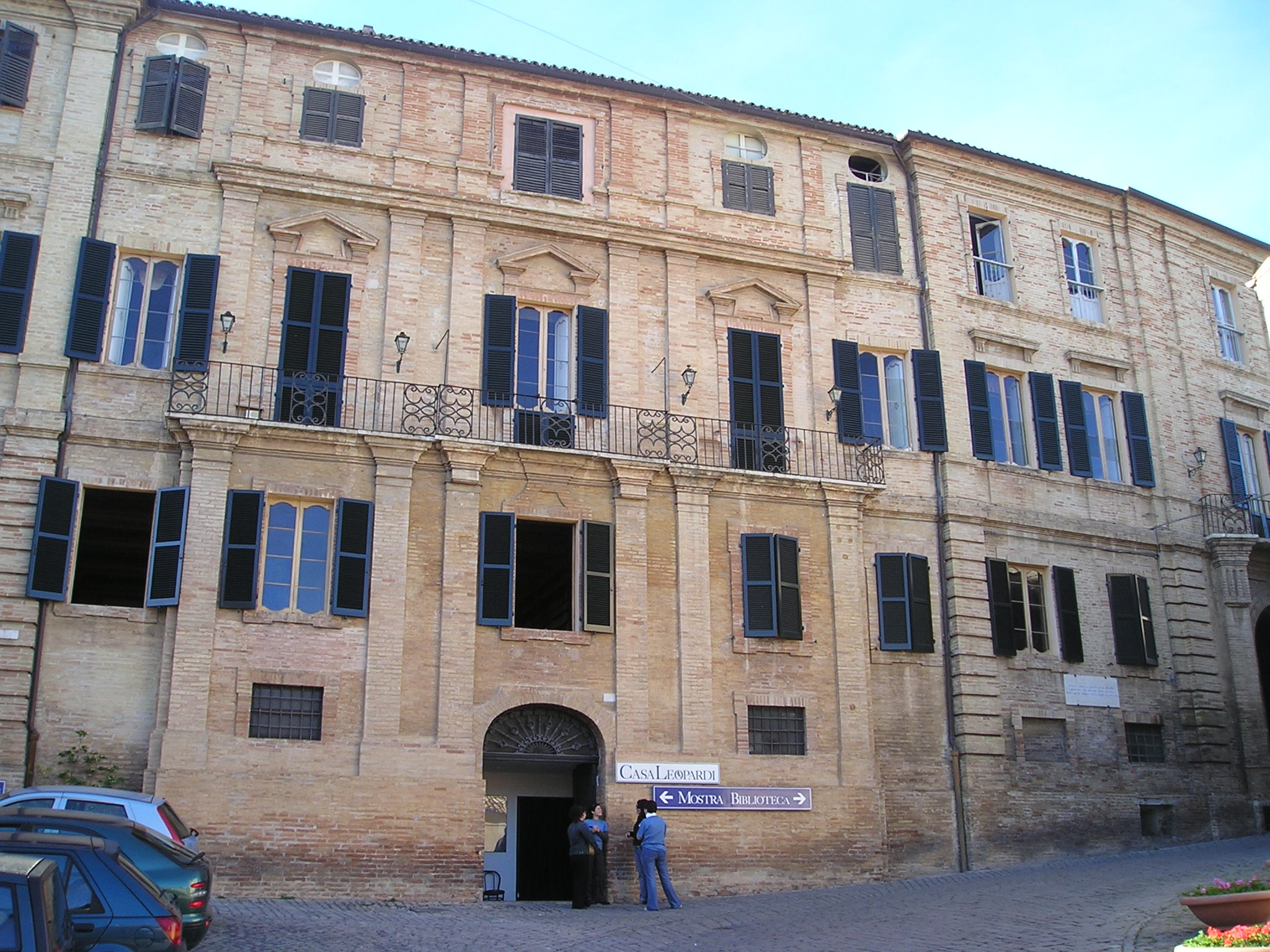
Palazzo Leopardi a Recanati

Anna Maria dal Pero Bertini, anche nota come Anna Leopardi di San Leopardo (Bologna, 18 luglio 1918 – Recanati, 9 settembre 2010), è stata una nobile italiana  nota per essere stata divulgatrice dell'eredità artistica di Giacomo Leopardi.

## Biografia
Anna Maria del Pero Bertini si trasferisce negli anni '30 con la famiglia a Firenze dove conosce Pierfrancesco Leopardi che sposa nel 1939. La coppia successivamente si sposta a Falconara, dove risiedeva la famiglia Leopardi.
Allo scoppio della seconda guerra mondiale entra nel Corpo delle infermiere volontarie della Croce Rossa Italiana e su direttiva della principessa Maria José del Belgio, fu incaricata dell'organizzazione dell'ospedale. Dopo l'8 settembre 1943 il suo impegno si focalizza nell'attuare delicate mediazioni al fine di salvaguardare la vita di alcuni bambini di origine ebraica a San Leopardo. Nel dopoguerra entra nel Volontariato Vincenziano raccogliendo fondi per aprire a Recanati uno dei primi asili nido delle Marche.
Erede e conservatrice della biblioteca del poeta Giacomo Leopardi (composta da più di 20.000 volumi) di cui ha riscritto il catalogo, si è dedicata alla cura del patrimonio culturale leopardiano. Vice presidente del Centro Nazionale di Studi Leopardiani dal 1989 al 2007 e presidente dal 2007 al 2008, ha promosso nel corso degli anni iniziative di divulgazione tra i giovani dell'opera del poeta recanatese, anche all'estero. Curò l'edizione critica dell'Autobiografia di Monaldo Leopardi.
Nel 1988 ricevette la visita dell'allora principe di Galles, ora Carlo III del Regno Unito.
Nel 2006 per la sua attività è stata inserita nel volume pubblicato dalla Camera dei Deputati in occasione del sessantesimo anniversario dell'estensione del diritto di voto alle donne, contenente 24 biografie di donne illustri del XX secolo.
È morta a Recanati il 9 settembre 2010. L'opera di custodia della memoria famigliare è stata proseguita dal figlio Vanni Leopardi (1942-2019) e dalla figlia di questi, Olimpia (n. 1967).

## Vita privata
Fu moglie del conte Pierfrancesco Leopardi (discendente di Pierfrancesco, fratello minore di Giacomo e figlio più giovane di Monaldo e Adelaide).